# Phân bộ Hải ly
Phân bộ Hải ly (danh pháp khoa học: Castorimorpha) là một phân bộ của bộ Gặm nhấm (Rodentia), trong đó có hải ly, chuột nang (chuột túi má), chuột bìu má.

## Phân loại
- Phân bộ Castorimorpha
  - Liên họ Castoroidea
    - Họ Castoridae – Hải ly
    - Họ Eutypomyidae †
    - Họ Rhizospalacidae †

  - Phân thứ bộ Geomorpha
    - Chi Griphomys † (incertae sedis)
    - Chi Meliakrouniomys † (incertae sedis)
    - Liên họ Eomyoidea †
      - Họ Eomyidae †

    - Liên họ Geomyoidea
      - Chi Floresomys † (incertae sedis)
      - Chi Heliscomys † (incertae sedis)
      - Chi Jimomys † (incertae sedis)
      - Chi Texomys † (incertae sedis)
      - Họ Florentiamyidae †
      - Chi Diplolophus † (incertae sedis)
      - Chi Schizodontomys † (incertae sedis)
      - Họ Entoptychidae †
      - Họ Geomyidae – Chuột nang (chuột túi má)
      - Họ Heteromyidae – Chuột bìu má

## Hình ảnh

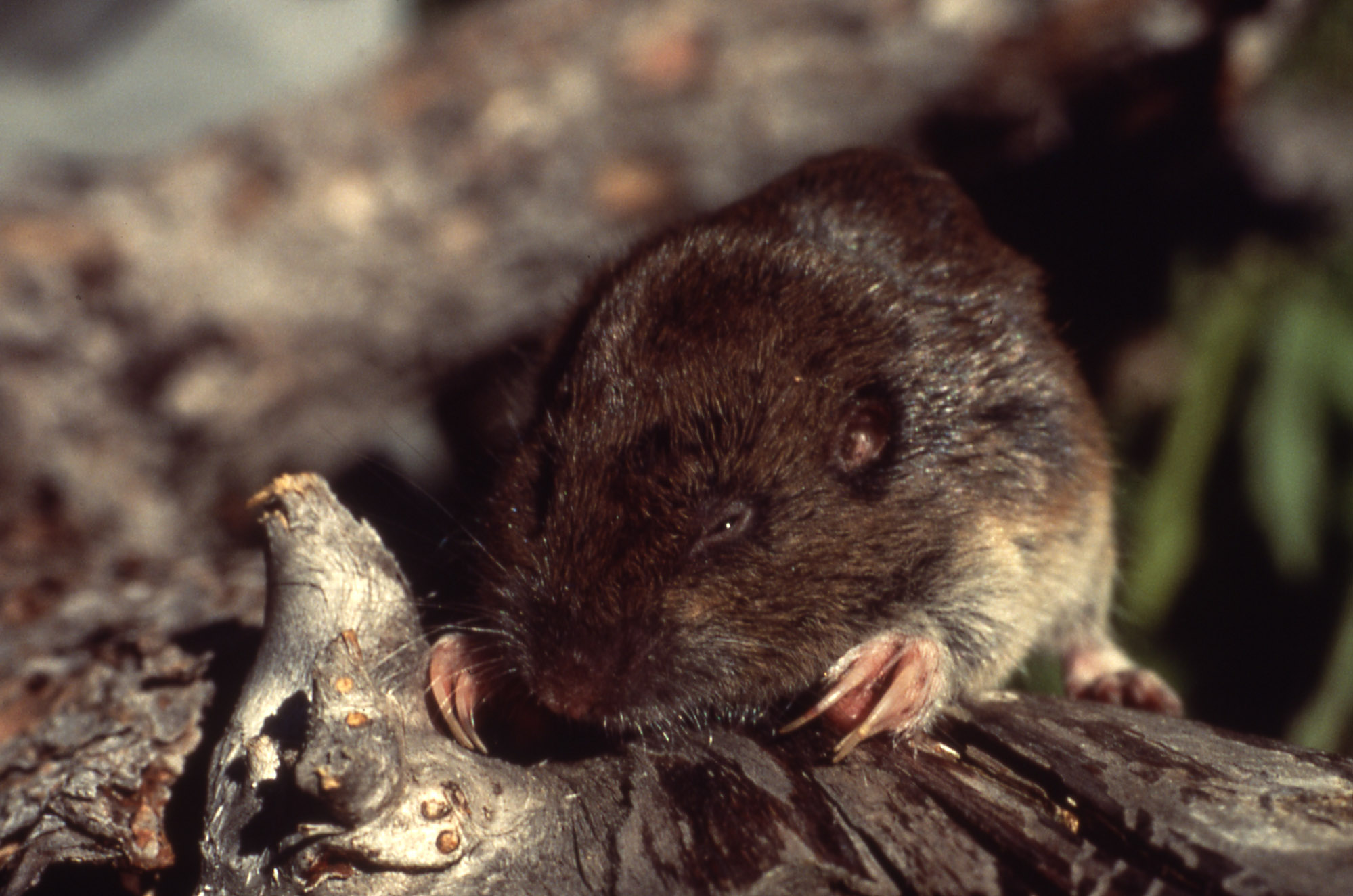
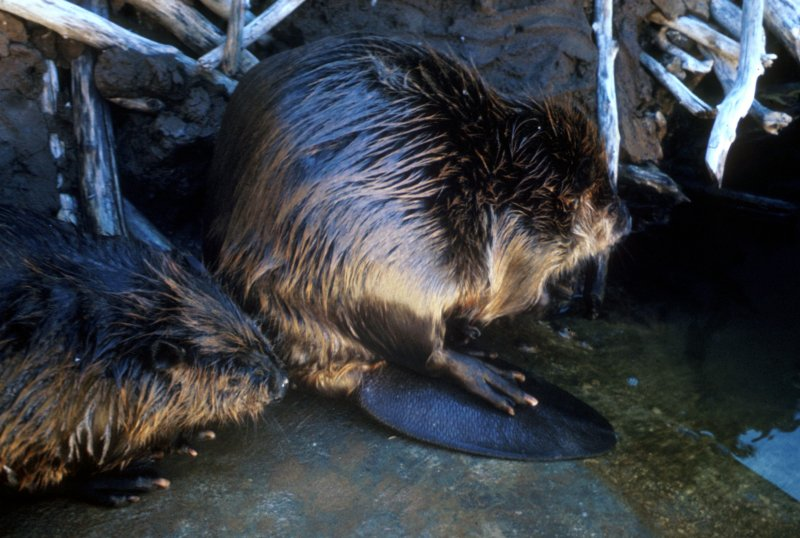
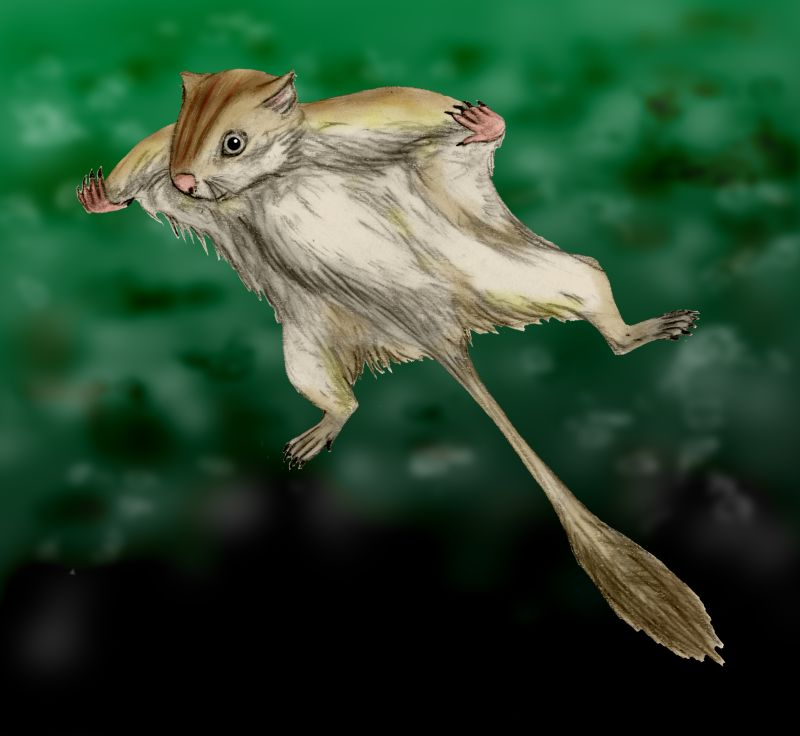
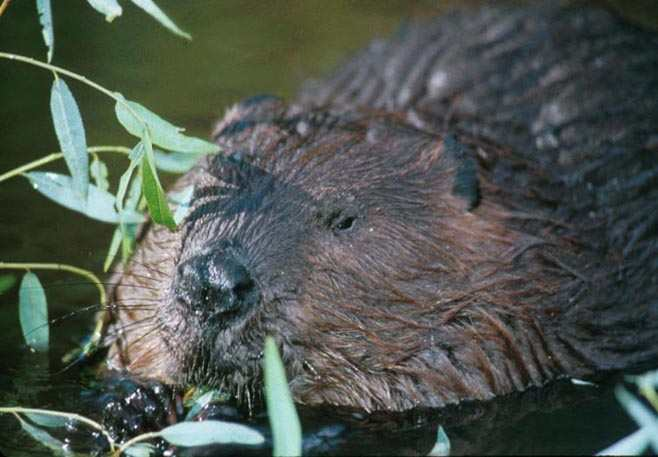